# Bazy danych przestrzennych
Baza danych przestrzennych (ang. spatial database) – baza danych zoptymalizowana do składowania i odpytywania danych powiązanych z obiektami w przestrzeni, takimi jak: punkty, linie i wielokąty. Tradycyjne bazy danych mogą przyjmować dane w postaci liczbowej i znakowej, natomiast do przetwarzania przestrzennych typów danych potrzebują dodatkowej funkcjonalności. Open Geospatial Consortium stworzył specyfikację i zbiór standardów dodawania przestrzennych funkcjonalności do systemów bazodanowych.

## Cechy baz danych przestrzennych
Do szybkiego wyszukiwania wartości systemy bazodanowe używają indeksów. Sposób indeksowania danych w większości baz danych nie jest optymalny z punktu widzenia zapytań przestrzennych. Zamiast zwykłego indeksowania, w przestrzennych bazach danych używa się indeksów przestrzennych.
Oprócz typowych zapytań SQL takich jak wyrażenie SELECT, bazy danych przestrzennych mogą wykonać jeszcze wiele operacji przestrzennych. Open Geospatial Consortium obsługuje między innymi następujące typy zapytań:
- pomiary przestrzenne – znajdowanie odległości pomiędzy punktami, obszarami wielokątów itd.,
- funkcje przestrzenne – modyfikacja istniejących obiektów geometrycznych w celu stworzenia nowych, na przykład ich wzajemne przecinanie,
- przestrzenne predykaty – dopuszcza zapytania typu prawda/fałsz, takich jak np. 'czy jest jakiś dom w promieniu kilometra od obszaru na którym planujemy zbudować wysypisko śmieci?',
- funkcje konstrukcyjne – tworzą nowe obiekty geometryczne za pomocą zapytań SQL przez określanie wierzchołków, które mogą określać linie; jeśli pierwszy i ostatni wierzchołek są identyczne, wtedy obiekt geometryczny może być wielokątem (zbudowanym z połączonych linii),
- funkcje obserwatora – zapytania, które zwracają szczególną informację, np. położenie środka okręgu.

Nie wszystkie przestrzenne bazy danych obsługują powyższe typy zapytań.

## Systemy baz danych przestrzennych
- Oracle Spatial,
- PostgreSQL DBMS wykorzystujący przestrzenne rozszerzenie PostGIS do implementacji standaryzowanego typu danych geometry i odpowiednich funkcji.
- MySQL DBMS implementuje typ danych geometry wraz z niektórymi funkcjami przestrzennymi, które nie były wcześniej zaimplementowane zgodnie ze specyfikacją OpenGIS.

## Książki
- Spatial Databases: A Tour , Shashi Shekhar i Sanjay Chawla, Prentice Hall, 2003 (ISBN 0-13-017480-7)
- ESRI Press. Tytuły ESRI Press zawierają Modeling Our World: The ESRI Guide to Geodatabase Design, i Designing Geodatabases: Case Studies in GIS Data Modeling, 2005 Ben Franklin Award winner, PMA, The Independent Book Publishers Association.
- Spatial Databases – With Application to GIS. Philippe Rigaux, Michel Scholl i Agnes Voisard. (ISBN 1-55860-588-6)